# 費爾特雷的維多里諾
費爾特雷的維多里諾（Vittorino da Feltre，1378–1446）意大利文艺复兴时期人文主义者，原名 Vittorino Ramboldini。
維多里諾生于貝盧諾省費爾特雷贫困家庭。他在帕多瓦师从 Gasparino da Barzizza，后在帕多瓦大学教授修辞于哲学。1425年，应曼托瓦侯爵 Gianfrancesco Gonzaga 之请负责其子女的教育。他在曼托瓦建立学校，不仅招收侯爵与其他望族子弟，也录取家境贫寒，一视同仁。在教育上，他不仅教授人文主义学科，也重视宗教教育和体育。
他的学生包括特拉布宗的乔治、西奥多·加扎、費德里科·達·蒙太費爾特羅、Ognibene Bonisoli 等。
維多里諾的学生和继任者 Francesco Prendilacqua 为他作传 Dialogus de Vita Victorini Feltrensis (1474)。1460年，巴托洛米奥·普拉蒂纳出版 Commentariolus de Vita Victorini Feltrensis （《費爾特雷的維多里諾评传》）。